# おはよう土居まさるです
おはよう土居まさるです（おはようどいまさるです）は、TBSラジオで放送されていた朝の情報ワイド番組。
土居まさるは1977年10月3日から1985年3月までTBSラジオの平日朝のワイド番組のパーソナリティであり、本番組はその1期目であった。その後1981年10月5日からの2期目『The Radio お元気ですか土居まさるです』、1983年4月10日からの『8時です土居まさるです』へと続き、1985年春改編で『鈴木くんのこんがりトースト』と『スーパーワイドぴいぷる』の開始に伴う終了まで通算7年半・全1965回にわたり続いた。
テーマ曲はフランク・プゥルセル「街の娘たち」を使用していた。なお、『8時です土居まさるです』時代はロニー・アルドリッチ『ある微笑』を使用していた。

## 番組内タイムテーブル
- 7:40 土居まさるのフレッシュモーニング
- 7:50 季節の話題
- 7:55 子供の心
- 8:00 話題のアンテナ 日本全国8時です
- 8:20 話のサイドミラー
- 8:30 都民ニュース
- 8:35 見たり聞いたり大報告
- 8:45 あの町この町954
- 8:55 ご存知ですかこの数字
- 9:00 ニュース、天気予報、レースガイド
- 9:05 土居まさるの伝言大賞1万円
- 9:10 エンディング